# AO Kavala
|  | Aquest article tracta sobre la secció de futbol del AO Kavala. Vegeu-ne altres significats a «Athlitikos Omilos Kavala». |

Kavala FC és la secció de futbol de l'Athlitikos Omilos Kavala (AO Kavala, Αθλητικός Όμιλος Καβάλα), a la ciutat de Kavala, Macedònia, Grècia. El Kavala va ser fundat 1965 a Kavala de la fusió de Phillipoi Kavala, Kavala Iraklis i AE Kavala, ha estat en la primera divisió de la Lliga grega de futbol des de 1969, quan va guanyar la lliga de segona divisió del grup del nord fins al 1975, que va baixar de divisió.